# Adin Ballou
 (septembre 2024).
Motif : utilisation plus qu'abusive des sources primaires comme les oeuvres de Adin Ballou !?
Pour les articles homonymes, voir Ballou.
Adin Ballou, né à Cumberland, dans l'État du Rhode Island, le 23 avril 1803 et mort à Hopedale dans l'État du Massachusetts le 5 août 1890, est un  pasteur, réformateur social et abolitionniste américain. Adepte du socialisme libertaire et de l'anarchisme chrétien, il est dans la lignée du pacifisme chrétien, de la non-résistance et préfère la Moral suasion (en) (influence morale) à la violence notamment dans sa lutte abolitionniste. Il est également connu pour avoir fondé la Hopedale Community (en) obéissant aux valeurs de l'idéal du christianisme primitif.

## Biographie

### Jeunesse et formation
Adin Ballou naît à Cumberland, dans l'État du Rhode Island, il est le fils d'un couple de fermiers, Ariel Ballou et son épouse Edilda Towers, également exploitants d'une scierie et  d'une cidrerie. La famille Ballou, très étendue, comprend en son sein plusieurs universalistes unitariens comme Hosea Ballou (en) ,.
Élevé dans le calvinisme, à ses douze ans il se convertit à la Christian Connection (en) et s'y fait baptiser. Après avoir approfondi ses connaissances religieuses, Adin Ballou s'autoproclame pasteur.
À l’automne 1821, Adin Ballou est intégré à la Christian Connection lors de sa convention qui s'est tenue au Connecticut.

### Carrière

#### Conversion au restaurationnisme
Adin Ballou questionne la doctrine de la Christian Connection et plus particulièrement les points touchant l'annihilationnisme comme celui affirmant la condamnation finale des  « méchants » ; cette doctrine est-elle enseignée par la Bible ? Pour sa part, Adin Ballou adhère en la croyance de la restauration universelle du genre humain, acte de foi qui le conduit à sa conversion à l'unitarisme.
À partir de 1831, Adin Ballou commence à rédiger des articles au sein de l'hebdomadaire l'Independent Messenger dans lesquels il expose ses points de vue. Son attachement affirmé au restaurationnisme entraîne son renvoi de sa chaire de Milford (Massachusetts),.

#### Le pasteur de Mendon
Apprenant son renvoi de Milford, l'église congrégationaliste de Mendon dans le Massachusetts fait appel à lui, Adin Ballou y sera pasteur pendant dix années (1831-1841). Il se distingue par ses sermons par lesquels il fait la promotion de la tempérance en tant que refus de la consommation d'alcool et prône la justice sociale et l'abolition de l'esclavage, .Avec onze autres pasteurs et plusieurs laïcs Adin Ballou fonde la Massachusetts Association of Universal Restorationist.

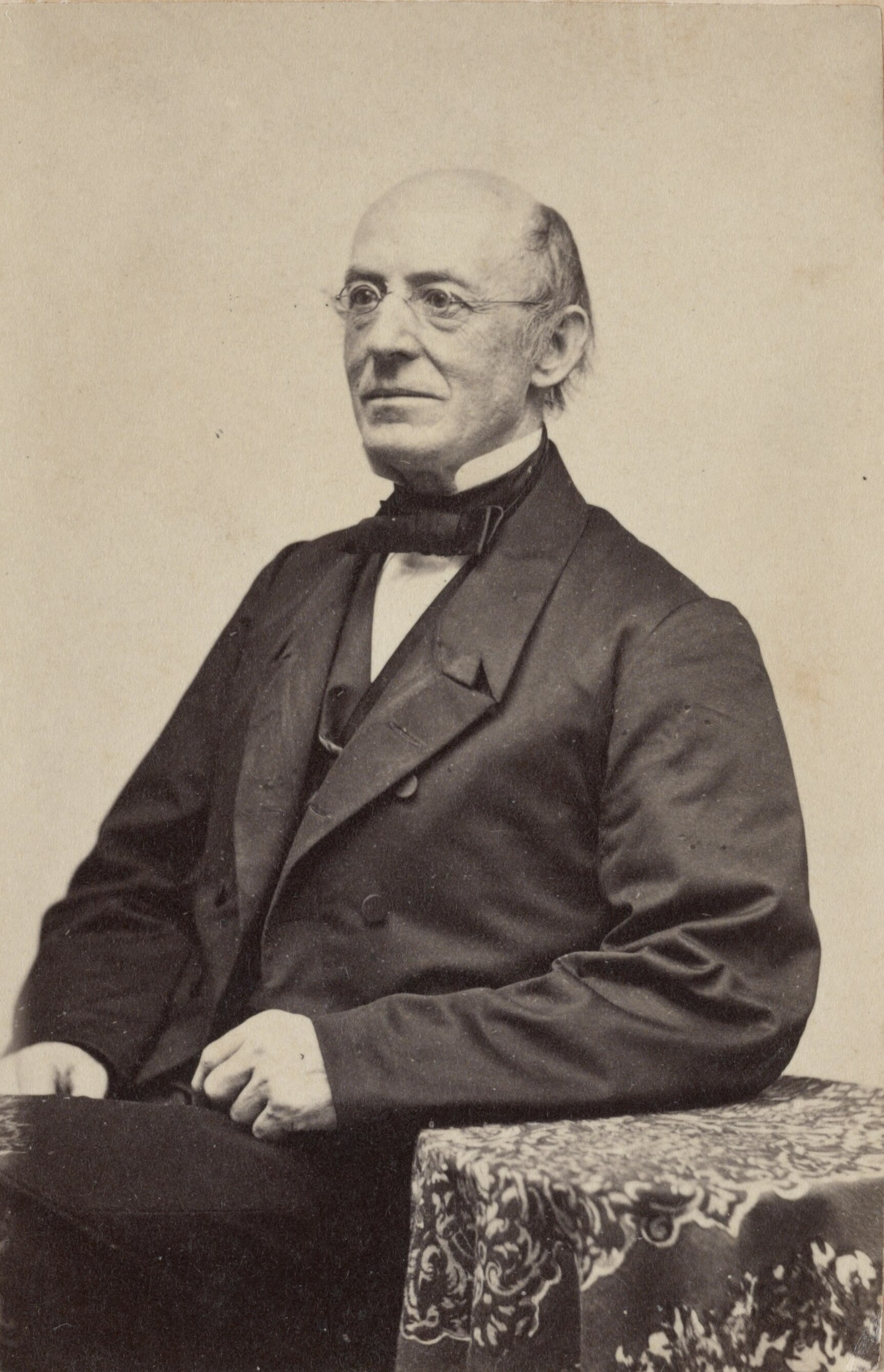
Portrait photographique de William Lloyd Garrison.

#### William Lloyd Garrison
Dans son sermon du 4 juillet 1837, Adin Ballou fustige l'esclavage en le qualifiant de « crime contre l'humanité et péché devant Dieu ». Par ce sermon, il entre dans les controverses déchirant l'opinion publique américaine. Malgré les oppositions, Adin Ballou persiste dans sa condamnation de l'esclavage, légitimant celle-ci par le soutien unanime de ses paroissiens,.
Adin Ballou tient à ce que sa position abolitionniste soit non-violente, il se renseigne sur les mouvements pacifistes existants, c'est ainsi qu'il prend contact avec William Lloyd Garrison membre de l'American Anti-Slavery Society et de l'American Peace Society et fondateur de la New England Non-Resistance Society (en). La caractéristique des adeptes de William Lloyd Garrison est qu'en plus de leur programme de non-résistance, ils refusent l'autorité des gouvernements qui ne servent pas les intérêts de l'humanité, .

#### L'anarchiste chrétien
Adin Ballou soutenu par ses amis restaurationnistes veut radicaliser la New England Non-Resistance Society, pour cela il présente ses points de vue en publiant en 1839 Standard of Practical Christianity dans lequel il se défend de toute participation, coopération avec quelque gouvernement que ce soit. Il exhorte ses soutiens à ne pas voter, à ne pas prendre part aux débats politiques, à ne pas s'engager dans l'armée, à ne pas demander de réparation auprès des tribunaux et à ne pas signer des pétitions à l'adresse des législatures.

#### La communauté de Hopedale
Après avoir dissous la New England Non-Resistance Society en 1841, Adin Ballou tient en janvier 1842, une réunion dans laquelle il annonce la création de la Hopedale Community (« Communauté Hopedale »). Cette communauté située à Hopedale dans l'État du Massachusetts, à proximité de la ville de Milford  est une communauté utopique, la première du genre ( les autres sont celles du Fruitlands (transcendental center) (en) fondée par Amos Bronson Alcott, la Brook Farm fondée par George Ripley (transcendentalist) (en) et son épouse Sophia Ripley, la Ross Farm (Northampton, Massachusetts) (en), la Communauté d'Oneida fondée par John Humphrey Noyes. Cette communauté demande à ses membres de vivre selon les principes de  la condamnation de la guerre, de l’esclavage, de l’intempérance, du libertinage, de la convoitise et des ambitions mondaines sous toutes leurs formes.
En Avril 1842, 28 personnes rejoignent la communauté. L'organisation sociale accorde plus d’importance aux expériences personnelles qu'à celles de la communauté. Chaque membre y est libre d'acheter un lopin de terre pour construire sa maison, et de continuer leurs activités à l'extérieur de la communauté.

### Vie privée
En 1822, Adin Ballou épouse Abigail Sayles, le couple donne naissance à deux enfants ; Abigail meurt en 1829.
En 1830, Adin Ballou épouse en secondes noces Lucy Hunt ; ils ont deux enfants.

## Œuvres

### Livres
- Christian Non-Resistance : In All Its Important Bearings, Illustrated And Defended, Philadelphie, Pennsylvanie, John Miller Kim (réimpr. 1973, 2007, 2013) (1re éd. 1845) (OCLC 68031298, lire en ligne),
- Practical Christian Socialism : A Conversational Exposition of the True System of Human Society, Hopedale, Massachusetts & New York, Fowlers and Wells (réimpr. 1974, 2009, 2018) (1re éd. 1854), 670 p. (OCLC 556497538, LCCN 09010929, lire en ligne),
- Primitive Christianity and Its Corruptions: Discourses, vol. 1 : Department of theological doctrines, Boston, Massachusetts, Universalist Publishing House (réimpr. 2009, 2015, 2019) (1re éd. 1870), 348 p. (LCCN 07007894, lire en ligne),
- Primitive Christianity and Its Corruptions: Discourses, vol. 2 : Department of personal righteousness, Boston, Massachusetts, Universalist Publishing House (réimpr. 1899, 2018) (1re éd. 1870), 444 p. (LCCN 07007894, lire en ligne),
- Primitive Christianity and Its Corruptions: Discourses, vol. 3 : Department of ecclesiastical polity, Boston, Massachusetts, Universalist Publishing House,, 1870, 504 p. (lire en ligne),
- Memorial of Adin Ballou - Containing a Biographical Sketch, Some Account of the Funeral Services, Tributes from Friends and Condensed Notices of the Public Press, Cambridge, Massachusetts, Riverside Press (réimpr. 2009) (1re éd. 1890), 129 p. (lire en ligne),
- Autobiography of Adin Ballou, 1803-1890, Lowell, Massachusetts, The Vox populi press (réimpr. 2009, 2010, 2022) (1re éd. 1896), 616 p. (LCCN 03009130, lire en ligne),
- History of the Hopedale Community : From its Inception to its Virtual Submergence in the Hopedale Parish, Lowell, Massachusetts, Thompson & Hill, (réimpr. 2022) (1re éd. 1897), 446 p. (LCCN 06022933, lire en ligne),

### Brochures et articles
- Adin Ballou, David R. Lamson, Daniel S. Whitney et Charles Gladding, Standard of Practical Christianity, Hopedale Community, Milford, Massachusetts, 1839 (lire en ligne)
- Non-resistance in relation to human governments, Boston, Massachusetts, Non-resistance society, 1839, 32 p. (LCCN 11014863, lire en ligne)/ La Non-Résistance par rapport au gouvernement (trad. inédite)
- « Non-Resistant Catechism », Practical Christian,‎ 3 août 1844 (lire en ligne)
- « Learn To Discriminate », n.c.,
- « Capital Punishment: Reasons For Immediate Abolition », 1851,
- « Christian Non-Resistance in Extreme Cases », 1860,

## Pour approfondir

#### Notices dans des encyclopédies et manuels de références
- (en-US) John A. Garraty (dir.) et Len Gougeon (rédacteur), American National Biography, vol. 2 : Baker - Blatch, New York, Oxford University Press, USA, 1999, 959 p. (ISBN 9780195127812, lire en ligne), p. 83-84. ,
- (en-US) Mark W. Harris, The A to Z of Unitarian Universalism, Lanham, Maryland, Scarecrow Press, coll. « A to Z guides » (no 34), 2009, 577 p. (ISBN 9780810868175, lire en ligne), p. 36-38. ,

#### Essais
- (en-US) David E. Bumbaugh, Unitarian Universalism : A Narrative History, Chicago, Illinois, Meadville Lombard Press, 2000, 229 p. (ISBN 9780970247902, LCCN 2001088160, lire en ligne), p. 141-200,

#### Articles
- (en-US) « Adin Ballou and Tolstoï », The Advocate of Peace (1894-1920), vol. 59, no 4,‎ avril 1897, p. 81-82 (2 pages) (lire en ligne),
- (en-US) William O. Reichert, « The Philosophical Anarchism of Adin Ballou », Huntington Library Quarterly, vol. 27, no 4,‎ août 1964, p. 357-374 (18 pages) (lire en ligne ),
- (en-US) Lewis Perry, « Versions of Anarchism in the Antislavery Movement », American Quarterly, vol. 20, no 4,‎ hiver 1968, p. 768-782 (15 pages) (lire en ligne ),
- (en-US) Lewis Perry, « Adin Ballou's Hopedale Community and the Theology of Antislavery », Church History, vol. 39, no 3,‎ septembre 1970, p. 372-389 (18 pages) (lire en ligne ),
- (en-US) Richard M. Rollins, « Adin Ballou and the Perfectionist's Dilemma », Journal of Church and State, vol. 17, no 3,‎ automne 1975, p. 459-476 (18 pages) (lire en ligne ),
- (en-US) Anita Cardillo Danker, « From Christian Utopia to Company Town: Communal Life and Corporate Paternalism in 19th and 20th Century Hopedale, Massachusetts », Utopian Studies, no 4,‎ 1991, p. 72-78 (7 pages) (lire en ligne ),
- (en-US) Dan McKanan, « Making Sense of Failure: From Death to Resurrection in Nineteenth-Century American Communitarianism », Utopian Studies, vol. 18, no 2,‎ 2007, p. 159-192 (34 pages) (lire en ligne ),
- (en-US) Dan McKanan, « Unless a Seed Falls: Cultivating Liberal Institutions », The Harvard Theological Review, vol. 103, no 3,‎ juillet 2010, p. 291-308 (18 pages) (lire en ligne ),